# Pleuranthodium floccosum
Pleuranthodium floccosum là một loài thực vật có hoa trong họ Gừng. Loài này được Theodoric Valeton miêu tả khoa học đầu tiên năm 1913 dưới danh pháp Alpinia floccosa. Năm 1991, Rosemary Margaret Smith chuyển nó sang chi Pleuranthodium.

## Phân bố
Loài này có ở thung lũng sông Bắc (sông Lorentz) trong tỉnh Tây Papua, Indonesia và ở cao độ 700 m trong rừng Djamu ở đông bắc New Guinea thuộc Đức (nay thuộc tỉnh Madang, Papua New Guinea).